# Чан Бого
Чан Бого (кор. 장보고, 787(?) — 846) — военачальник и чиновник государства Силла.  
О происхождении Чан Бого ничего не известно. В молодости совершил путешествие в Танский Китай, где сделал воинскую карьеру. Хорошо зная, что пираты грабят прибрежные районы Силла, захватывают людей и продают их в рабство, вернулся в 828 году в Силла и доложил об этом вану. Для борьбы с ними получил разрешение на создание гарнизона и порта Чхонхэджин на острове Чандо (장도) у острова Квандо. Гарнизон Чхонхэджин находился на середине морского пути из Танского государства в японский Китакюсю. Чан Бого, получив в свое распоряжение 10-тысячную армию, развернул борьбу против пиратов, защищая международные морские пути.

## Память
В честь Чан Бого названа станция «Чан Бого» — вторая южнокорейская научно-исследовательская станция в Антарктике, её открытие состоялось в феврале 2014 года.
Прозвище «Принц моря» или «владыка моря» было использовано в названии одноименного сериала, снятого в Корее и рассказывающем о жизни Чан Бого.